# Quissac, Gard
Quissac este o comună în departamentul Gard din sudul Franței. În 2009 avea o populație de 2.694 de locuitori.

## Evoluția populației
| An        | 1975  | 1982  | 1990  | 1999  | 2006  | 2009  |
| --------- | ----- | ----- | ----- | ----- | ----- | ----- |
| Populație | 1.953 | 1.923 | 2.052 | 2.272 | 2.569 | 2.694 |